# Cosmopterix magophila
Cosmopterix magophila là một loài bướm đêm thuộc họ Cosmopterigidae. Loài này có ở Hoa Kỳ (North Carolina, Arkansas và Michigan) và Cộng hòa Dominica.
Cá thể trưởng thành được ghi nhận vào tháng 5, tháng 8 và tháng 9.